# 圆果石笔木
圆果石笔木（学名：Tutcheria shinkoensis）为山茶科石笔木属下的一个种。

## 扩展阅读
- 維基物種上的相關：圆果石笔木